# Шаббат

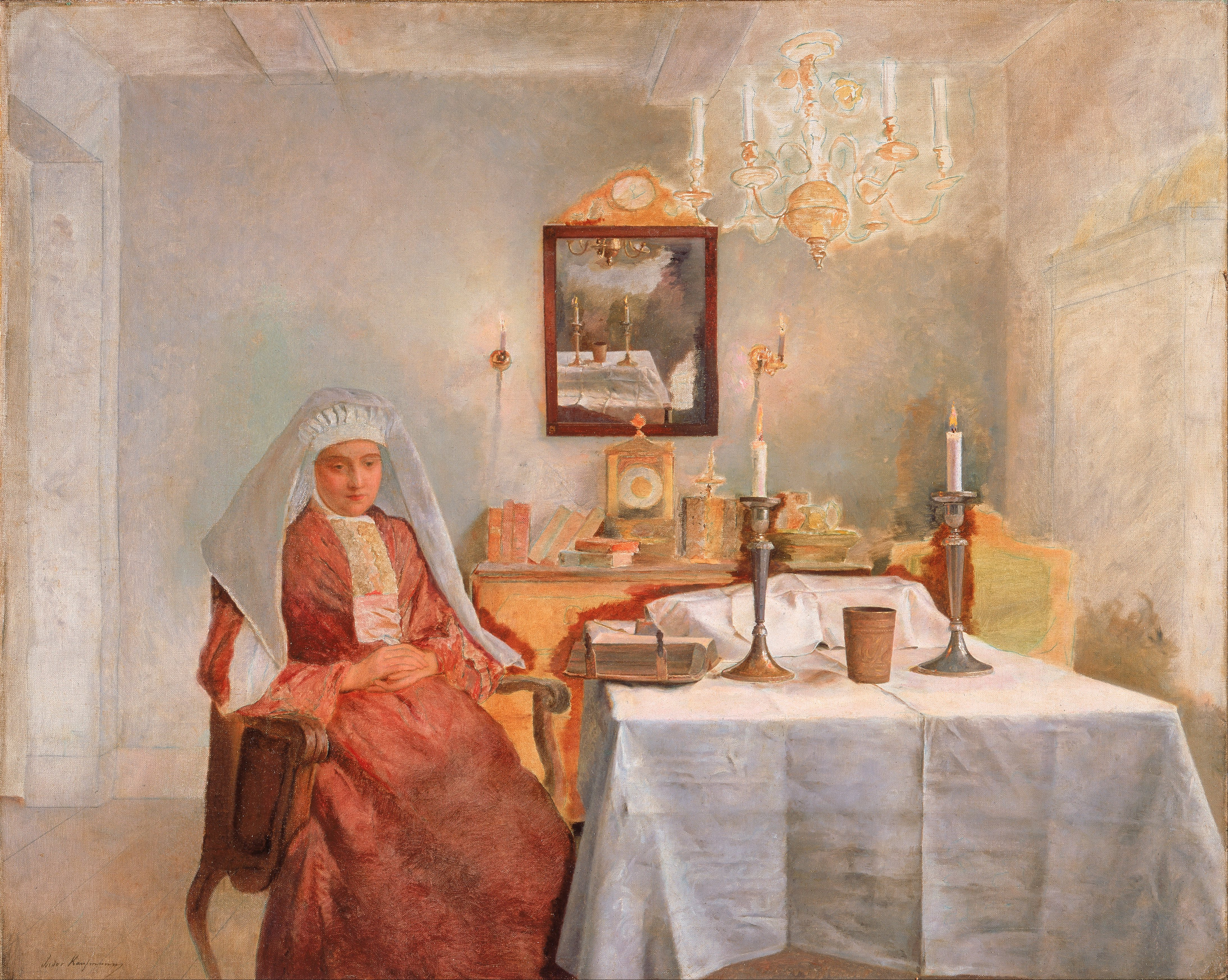
«Вечер пятницы», Исидор Кауфман, около 1920

Шабба́т, шаба́т (ивр. שַׁבָּת‎, ашкеназ. ша́бос, идиш שבת‎, от корня שבת‎ — «покоился, прекратил деятельность», Берешит 2:2, 3) — седьмой день недели в иудаизме, суббота, в который Тора предписывает евреям воздерживаться от работы (Шмот 16:23).
Также почитается караимами, самаритянами и представителями некоторых направлений христианства (адвентистами седьмого дня, баптистами седьмого дня, Церковью истинного Иисуса, Назаретской баптистской церковью, русскими субботниками и другими.

## Значение Шаббата
Огонь — 1⁄60 часть геенны огненной. Финиковый нектар — 1⁄60 часть манны небесной. Шаббат — 1⁄60 часть рая. Сон — 1⁄60 часть смерти. Сновидение — 1⁄60 часть пророчества.
Оригинальный текст (иврит)אש אחד מששים לגיהנם דבש אחד מששים למן שבת אחד מששים לעולם הבא שינה אחד מששים למיתה חלום אחד מששים לנבואה‎
— Вавилонский Талмуд, Брахот 57 б

### Шаббат — седьмой день творения
Согласно Торе, Шаббат был дан Богом в конце шестого дня сотворения мира, когда был сотворён Адам:

И совершил Бог к седьмому дню дела Свои, которые Он делал, и почил в день седьмой от всех дел Своих, которые делал. И благословил Бог седьмой день, и освятил его, ибо в оный почил от всех дел Своих, которые Бог творил и созидал.
Оригинальный текст (др.-евр.)וַיְכַל אֱלֹהִים בַּיּוֹם הַשְּׁבִיעִי, מְלַאכְתּוֹ אֲשֶׁר עָשָׂה; וַיִּשְׁבֹּת בַּיּוֹם הַשְּׁבִיעִי, מִכָּל־מְלַאכְתּוֹ אֲשֶׁר עָשָׂה׃ וַיְבָרֶךְ אֱלֹהִים אֶת־יוֹם הַשְּׁבִיעִי, וַיְקַדֵּשׁ אֹתוֹ; כִּי בוֹ שָׁבַת מִכָּל־מְלַאכְתּוֹ, אֲשֶׁר־בָּרָא אֱלֹהִים לַעֲשׂוֹת׃ פ
— Быт. 2:2, 3
Ранее Бог благословил сотворённых им рыб, животных и птиц (Быт. 1:22), затем человека и субботу. Кроме того, согласно Торе, он освятил субботу. В Священном Писании это единственный пример одновременного благословения и освящения чего-либо.

### Шаббат — союз еврейского народа с Богом
Согласно Торе, Шаббат представляет собой знамение между Богом и Израилем:

Это знамение между Мною и сынами Израилевыми на веки, потому что в шесть дней сотворил Господь небо и землю, а в день седьмой почил и покоился.
Оригинальный текст (др.-евр.)בֵּינִי, וּבֵין בְּנֵי יִשְׂרָאֵל, אוֹת הִוא לְעֹלָם; כִּי־שֵׁשֶׁת יָמִים, עָשָׂה יְהוָה אֶת־הַשָּׁמַיִם וְאֶת־הָאָרֶץ, וּבַיּוֹם הַשְּׁבִיעִי, שָׁבַת וַיִּנָּפַשׁ׃ ס
— Исх. 31:17

…Суббота — знак завета (то есть символ союза) между Богом и народом Израиля. Сказано в Торе: «Только субботы Мои соблюдайте! Ибо знак это между Мною и вами для поколений ваших, чтобы знали, что Я, Господь, освящаю вас» (Исх. 31:13). Говорится в субботних молитвах «и не дал Ты Субботу народам мира и не уделил Ты её идолопоклонникам, но только Израилю — народу Твоему, который Ты избрал».
— http://www.machanaim.org/holidays/shabat/shabshal.htm

Шаббат — не только «вечный союз» между Богом и народом Его, но и явление общечеловеческое, она служит залогом улучшения мира. В том числе и детей других народов, присоединившихся к Богу, потому что каждого, кто соблюдает Шаббат и держится завета «Я приведу на святую гору Мою и обрадую их в Моем доме молитвы; всесожжения их и жертвы их будут благоприятны на жертвеннике Моем, ибо дом Мой назовется домом молитвы для всех народов» (Ис. 56:7). Этот общечеловеческий аспект делает Шаббат в определённой мере наследием всех культурных народов, независимо от того, сознают они это или нет.
— http://www.machanaim.org/holidays/shabat/oshab.htm
Отказ евреев от работы в Шаббат является, согласно Торе, напоминанием об отдохновении в седьмой день творения и провозглашением Бога творцом мира.

### Шаббат — память об освобождении из египетского рабства
Согласно Торе, Шаббат был дарован еврейскому народу в пустыне после выхода из Египта. Манна не выпадала в Шаббат, а в пятницу выпадала двойная порция. Это символизировало, что соблюдение Шаббата и отказ от работы в Шаббат не будет в ущерб пропитанию и доходам. Кроме того, таким образом создаётся особая атмосфера покоя и достаточности, состояния свободы от материальных забот.

### Связь с Храмом
Согласно Торе, приказ о построении Скинии, временного Храма, который сопровождал евреев в пустыне, предупреждается запретом совершать работу в Шаббат. Таким образом, Шаббат обладает духовным приоритетом перед заповедью построения Храма.

### Значение запрета на работу
Вовсе не любая работа запрещена в Шаббат, физически тяжёлое действие по передвижению мебели внутри квартиры может не быть запрещено, а действие физически лёгкое может оказаться под запретом. Таким образом, понятие «работы» в субботу — понятие особое и вовсе не обязательно связанное с трудом в бытовом понимании этого слова.
В Шаббат запрещена работа, в которой проявляется творческое начало человека. На протяжении шести дней будней человек творит, изменяет окружающую его среду, владеет ею. Поэтому в день седьмой, в субботу, иудей отказывается от рукотворчества, от власти над этим миром, «передаёт узды правления Творцу» и провозглашает своим «соблюдением субботы» верховную власть Бога в этом мире.
Иудаизм утверждает, что мир, сотворённый Творцом в первые шесть дней творения, не существует сам по себе, а продолжает твориться Творцом каждое мгновение. Отказываясь от творческой деятельности в субботу, еврей получает возможность стать частью мироздания, а не быть над ним.
Запреты субботы ограничивают власть человека над миром. Тогда природа трансформируется из объекта в субъект. Мир перестаёт быть объектом удовлетворения потребностей человека и получает право на автономное существование, возвращаясь в руки Творца. В субботу каждое творение, даже самое малое, становится равным человеку, обретая право на существование, независимо от того, какую материальную ценность оно представляет для человека.— Натан Т. Лопес Кардозо, «Вызов вечности»

## Законы Шаббата

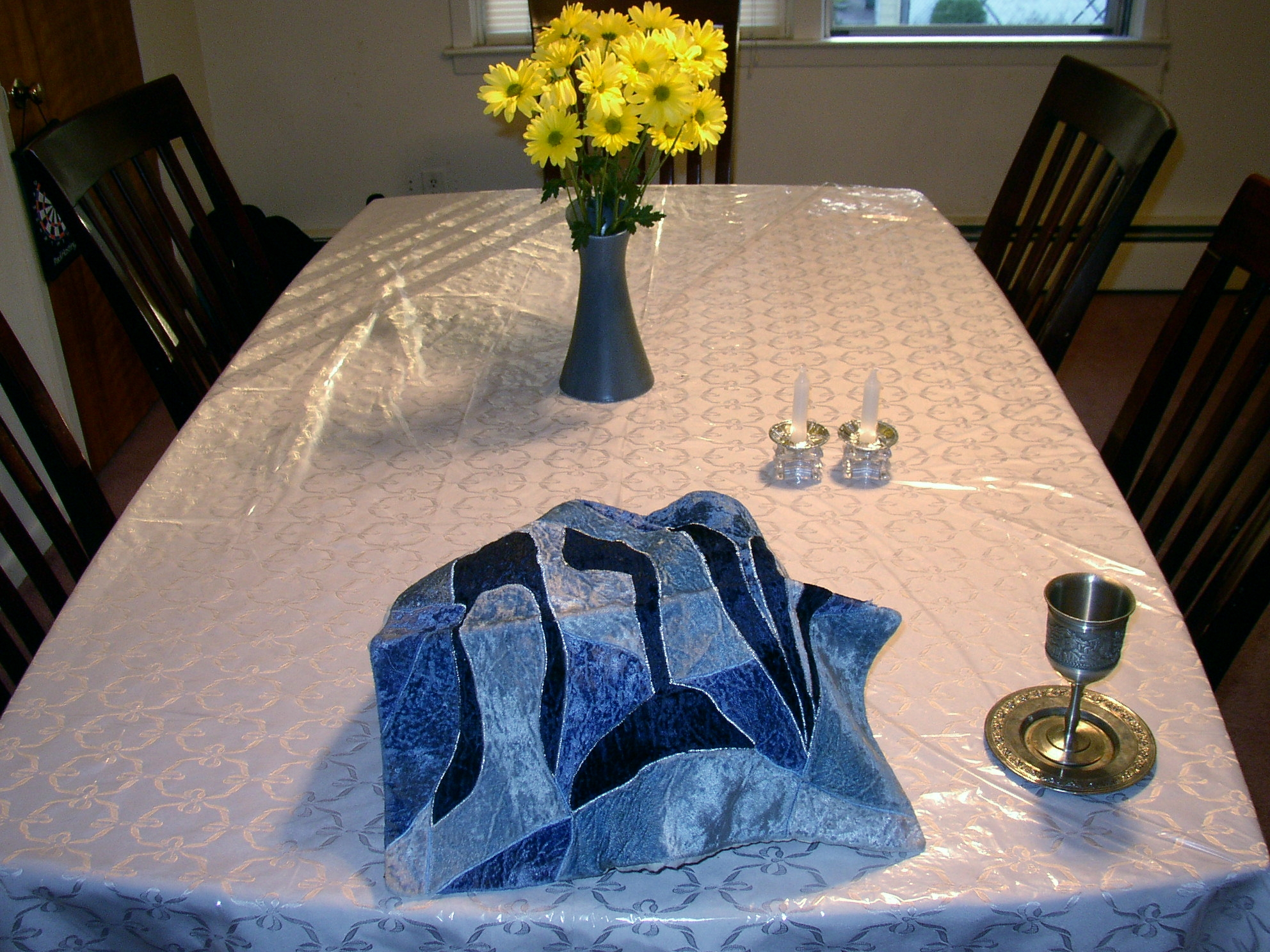
Канун Шаббата. Субботний стол накрыт

В Торе заповедан в субботу покой и прекращение работы и предусмотрено применение смертной казни за нарушение законов Шаббата:

Скажи сынам Израилевым так: субботы Мои соблюдайте, ибо это знамение между Мною и вами в роды ваши, дабы вы знали, что Я Господь, освящающий вас;
и соблюдайте субботу, ибо она свята для вас: кто осквернит ее, тот да будет предан смерти; кто станет в оную делать дело, та душа должна быть истреблена из среды народа своего; шесть дней пусть делают дела, а в седьмой – суббота покоя, посвященная Господу: всякий, кто делает дело в день субботний, да будет предан смерти; и пусть хранят сыны Израилевы субботу, празднуя субботу в роды свои, как завет вечный.
Оригинальный текст (др.-евр.)וְאַתָּה דַּבֵּר אֶל־בְּנֵי יִשְׂרָאֵל לֵאמֹר, אַךְ אֶת־שַׁבְּתֹתַי תִּשְׁמֹרוּ; כִּי אוֹת הִוא בֵּינִי וּבֵינֵיכֶם לְדֹרֹתֵיכֶם, לָדַעַת כִּי אֲנִי יְהוָה מְקַדִּשְׁכֶם׃ וּשְׁמַרְתֶּם אֶת־הַשַּׁבָּת, כִּי קֹדֶשׁ הִוא לָכֶם; מְחַלְלֶיהָ מוֹת יוּמָת, כִּי, כָּל־הָעֹשֶׂה בָהּ מְלָאכָה, וְנִכְרְתָה הַנֶּפֶשׁ הַהִוא מִקֶּרֶב עַמֶּיהָ׃ שֵׁשֶׁת יָמִים יֵעָשֶׂה מְלָאכָה, וּבַיּוֹם הַשְּׁבִיעִי, שַׁבַּת שַׁבָּתוֹן קֹדֶשׁ לַיהוָה; כָּל־הָעֹשֶׂה מְלָאכָה בְּיוֹם הַשַּׁבָּת מוֹת יוּמָת׃ וְשָׁמְרוּ בְנֵי־יִשְׂרָאֵל אֶת־הַשַּׁבָּת; לַעֲשׂוֹת אֶת־הַשַּׁבָּת לְדֹרֹתָם בְּרִית עוֹלָם׃
— Исх. 31:13—16

### Встреча Шаббата
Встреча Шаббата (קַבָּלַת שַׁבָּת‎, Каббалат шаббат) — традиция, уходящая корнями в глубокое прошлое. Неотъемлемые атрибуты встречи Шаббата — стол, покрытый скатертью, две зажжённые свечи, две халы (хлеб в форме косы), символизирующие двойную порцию манны, выпадавшую по пятницам в пустыне во время исхода евреев из Египта, так как в субботу Творцом запрещалось её собирать, кошерное вино.

### Зажигание свечей

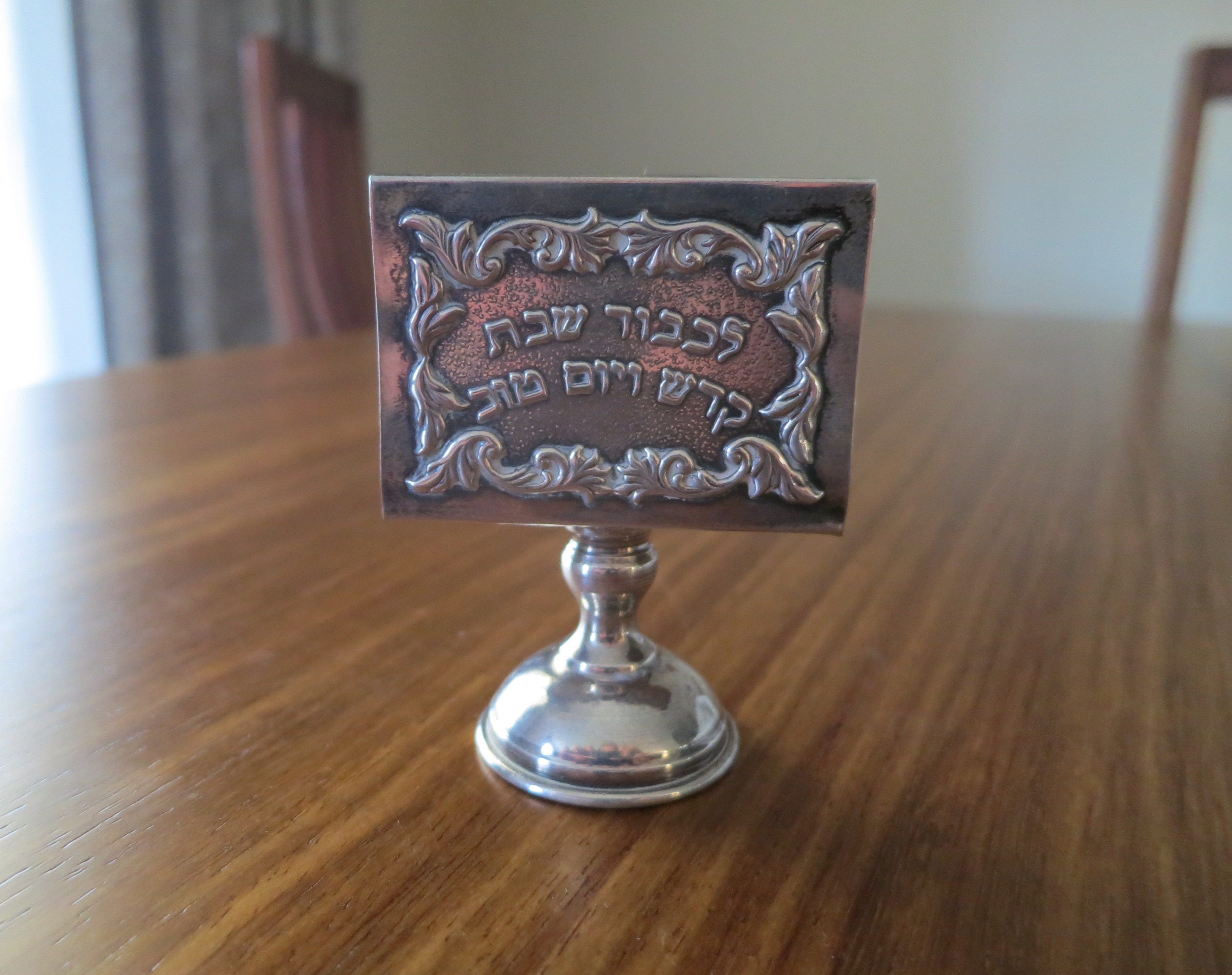
Македонский серебряный футляр-подставка для спичечного коробка. Используется при зажигании субботних свечей

Шаббат, согласно еврейской традиции, наступает с заходом солнца в пятницу (יום שישי‎). Однако за 18 минут до захода солнца хозяйка дома должна зажечь субботние свечи с благословением בָּרוּךְ אַתָּה יְהֹוָה אֱלֹהֵינוּ מֶלֶךְ הָעוֹלָם אֲשֶׁר קִדְּשָׁנוּ בְּמִצְוֹתָיו וְצִוָּנוּ לְהַדְלִיק נֵר שֶׁל שַׁבָּת׃‎ («Благословен Ты, Господь, Бог наш, Владыка Вселенной, Который освятил нас своими заповедями и заповедал нам зажигать субботние свечи»).
С момента принятия евреем Шаббата (женщина при зажжении свечей, мужчина не позже захода солнца) и до исхода субботы (מוצאי שבת‎) нельзя совершать 39 категорий «работ» (ל"ט אבות מלאכה‎, мелаха), включая зажигание и гашение огня. Количество исходит из расчёта «сорок без одного», так как недостающий один тип — «созидание», хотя и запрещён, но доступен только Всевышнему.

### Запрещённые работы

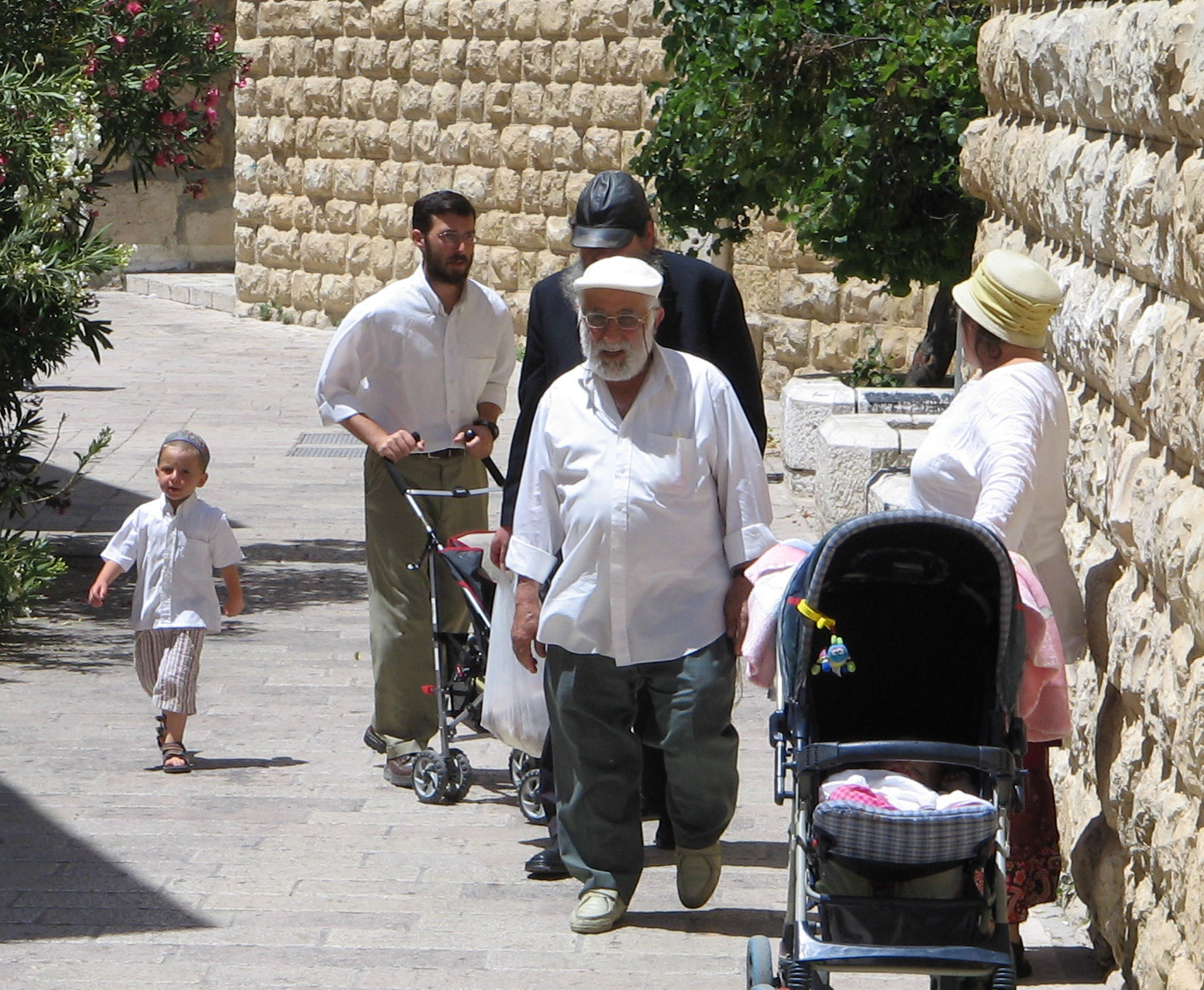
Еврейская семья в субботу, Иерусалим

Существуют 39 видов (запрещённых в субботу) «работ»:
- Зореа (זָרַע‎, посадка растений).
- Хореш (חָרַשׁ‎, пахота).
- Коцер (קָצַר‎, жатва).
- Меамер (связывание снопов).
- Даш (молотьба).
- Зоре (отделение зёрен от остатков соломы, что в русском языке называется — «веять»).
- Борер (отделение зёрен от примесей — комков земли, мелких камешков, семян других растений).
- Тохен (помол зерновых).
- Меракед (просеивание муки).
- Лаш (замешивание теста).
- Офе (выпечка хлебных изделий).

Эти 11 пунктов представляют собой основные виды работ, включённых в процесс изготовления хлеба ле́хем ха-пани́м (по мнению Иерусалимского Талмуда) или же для изготовления красителей, которые изготовляли для окрашивания покрытий Мишкана.
Следующие 13 пунктов описывают процесс производства материала, покрывающего Мишкан:
- Гозез (стрижка овечьей шерсти).
- Мелабен (отбеливание шерсти).
- Менапец (вычёсывание шерсти).
- Цовеа (окрашивание шерсти).
- Тове (изготовление пряжи из шерсти или льна).
- Мейсех (натягивание нитей на ткацкий станок).
- Осе штей батей нирин (устанавливать на ткацком станке продольные параллельные нити для основы ткани).
- Орег (ткать).
- Поцеах (распускать ткань).
- Кошер (завязывание узлов; слово не связано с понятиями, обозначающими кошерность пищи).
- Матир (развязывание узлов).
- Тофер (шитьё).
- Кореа аль мнат литфор (разрыв материала, с тем чтобы потом сшить).

Следующие 7 пунктов дают названия основных видов работ, составляющих подготовительный процесс для изготовления изделий из кожи, также служащих для покрова Мишкана:
- Цад (охотиться).
- Шохет (забивать скот).
- Мафшит (свежевать туши).
- Меабед (обработка, дубление кожи).
- Мемахек (разглаживание кожи).
- Месартет (раскроить).
- Мехатех (разрезание кожи на куски по выкройке).

В следующей группе — работы, необходимые для постройки самого Мишкана, а также приготовления красителей для покрытий Мишкана и переноса частей Мишкана во время странствий евреев по пустыне:
- Котев штей отийот (написание двух букв).
- Мохек аль мнат лихтов штей отийот (стирание двух букв, с тем чтобы написать их заново).
- Боне (строительство).
- Сотер (разрушение построенного).
- Мехабе (тушение огня).
- Мавъир (разжигание огня).
- Маке бэ-патиш (нанесение заключительного удара молотком; любое действие, приводящее предмет в состояние готовности, например, настраивание музыкальных инструментов, вставка новых шнурков в обувь, разрывание туалетной бумаги по линии перфорации).
- Моци ми-ршут ле-ршут (перенесение предметов из частного владения в общественное).

### Молитвы
После зажигания свечей верующие идут в синагогу на молитву «Минха», «Встреча субботы» (קבלת שבת‎) и «Маарив Шаббат».

### Освящение дня

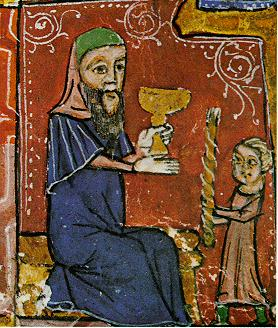
Хавдала. Испания, XIV век

Освящение дня (קידוש‎, кидуш — «отделение, освящение») произносят над бокалом вина или виноградного сока. Глава семьи произносит благословение בָּרוּךְ אַתָּה יְהֹוָה אֱלֹהֵינוּ מֶלֶךְ הָעוֹלָם בּוֹרֵא פְּרִי הַגָּפֶן‎ («Благословен Ты, Господь, Бог наш, Владыка Вселенной, Создатель виноградной лозы»). Кроме того произносится ещё одно длинное благословение, которое и является кидушем.
По окончании субботы делают аналогичную процедуру, хавдалу (הבדלה‎ — «отделение»), которая также является кидушем.
Таким образом святой день Шаббат отделяется от будней с обеих сторон.

### Омовение рук
После освящения дня следует омовение рук (נטילת ידיים‎, нетилат ядаим). Каждый участник субботней трапезы должен трижды ополоснуть попеременно правую и левую руку (кисть). Затем следует вытереть руки, произнося при этом בָּרוּךְ אַתָּה יְהֺוָה אֱלֹהֵֽינוּ מֶלֶךְ הָעוֹלָם אֲשֶר קִדְּשָֽנוּ בְּמִצְוֹתָיו וִצִוָּֽנוּ עַל נְטִילַת יָדָֽיִם‎ («Благословен Ты, Господь, Бог наш, Владыка Вселенной, освятивший нас своими заповедями и повелевший нам омывать руки»).

### Трапеза

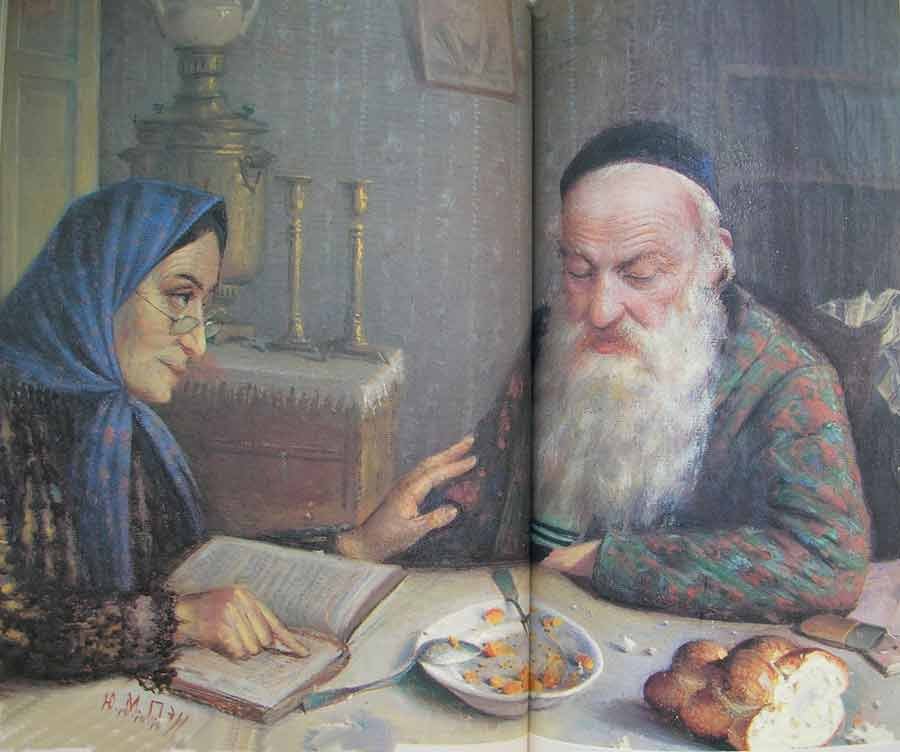
Субботний ужин. Юдель Пэн, 1920-е

На субботнем столе должны лежать две халы, покрытые специальной салфеткой, — в память о двух дневных нормах манны небесной, которые после Исхода Бог разрешил собирать евреям накануне субботы.
Глава семьи снимает салфетку, делает на хале отметину ножом, затем кладёт обе руки на халы и произносит ברוך אתה ה' אלוהינו מלך העולם המוציא לחם מן הארץ‎ («Благословен ты, Господь, Бог наш, Владыка Вселенной, Выращивающий хлеб из земли»).
Произнеся благословение, глава семьи разрезает халу там, где сделал отметину, обмакивает в соль и вкушает. Затем разрезает халу дальше и раздаёт отрезанные ломти остальным членам трапезы.
Далее следует собственно трапеза, которая по возможности должна состоять из вкусной, разнообразной и обильной пищи. На это нет строгих правил, каждая община имеет собственную кухню. Как правило, сначала едят блюда из рыбы, а потом сменяют их мясными блюдами, так как по обычаю мудрецов Талмуда не принято есть мясо и рыбу вместе.

## В контексте антисемитизма
В Средневековье возникла традиция высмеивания шаббата, например, с помощью сатирических карикатур.
По мнению итальянского историка Карло Гинзбурга, понятие «шабаш ведьм» сформировалось в Западных Альпах примерно в середине XIV века на фоне сфабрикованного обвинения евреев «в отравлении вод и распространении заразы» во время эпидемии чумы. Впоследствии оно служило целям сегрегации и изгнания маргинальных с точки зрения доминирующей христианской культуры групп, в том числе и евреев.
Постепенно коннотация произошедшего от еврейского названия субботы слова шабаш в христианской литературе и европейских языках приобрела негативный характер. Так стали называть любую «богопротивную бесовскую сходку», демонизируя евреев сопоставлением их с чертями и ведьмами.
Михаил Байтальский в 1975 году отмечал, что тенденция использования слова «шабаш» в контексте негативного отношения к евреям сохранялась в советской прессе, «шабашем» называли любое состоящее из евреев «неугодное собрание», в частности, прошедший в Брюсселе Еврейский конгресс.

## Этимология
Все русские названия Шаббата так или иначе восходят к древнееврейскому šabbāth («день отдыха, покоя в конце недели»), от него же произошло и русское название дня недели — «суббота». Современные нормативные словари русского языка фиксируют варианты: ша́ббат и ша́баш. В значении «субботний отдых, предписываемый еврейской религией» слово ша́баш появляется в словарях литературного русского языка не позже XVIII века. Его употребление в качестве имени собственного фиксируется с XV века. У слова шабаш есть также другие значения: «ночное сборище ведьм», в переносном смысле — «неистовый разгул»; и новообразованное в просторечном русском языке с переменой ударения на шаба́ш значение «прекращение (особенно самовольное) работы».
Н. А. Переферкович считал, что значения слова шабаш в русском языке имеют различное происхождение: значения, происходящие от субботнего обычая евреев воздерживаться от всякой работы, по его мнению произошли от произношения русскими евреями названия субботы как шабаш. Из наличия множества выражений, созданных в русском языке на основе этого значения слова шабаш, Переферкович сделал вывод, что оно было уже давно освоено русским языком к тому времени, когда из Западной Европы в Россию пришло понятие «шабаш ведьм». П. Я. Черных также отметил разницу в происхождении значений, по его мнению, значение «субботний отдых, предписываемый еврейской религией» произошло непосредственно от древнееврейского šabbāth, тогда как значение «сборище ведьм» он счёл попавшим в украинский и затем в русский язык через Польшу и Западную Украину. Некоторые другие специалисты в области русской этимологии рассматривают только значение «суббота у евреев» и считают его вошедшими в русский язык из польского языка при посредстве украинского и белорусского языков.